# E-2-Méthylbut-2-énal
Le E-2-méthylbut-2-énal ou trans-2-méthylbut-2-énal est un composé organique de formule CH3CH=C(CH3)CHO. Ce liquide incolore est un « bloc de construction » utilisé en synthèse organique. C'est un aldéhyde α, β-insaturé proche du crotonaldéhyde. Le lapin commun (Oryctolagus cuniculus) l'utilise comme phéromone.